# Hiroyuki Utatane
Hiroyuki Utatane ((うたたね ひろゆき?, Utatane Hiroyuki; Nagaoka, 15 giugno 1966) è un fumettista giapponese.

## Biografia
Sposato con la mangaka Ryō Ramiya, Hiroyuki Utatane inizia la propria carriera disegnando alcuni manga hentai raccolti successivamente nel volume unico Countdown: Sex Bombs datato 1992. Due anni dopo si approccia al genere fantascientifico con il seinen Seraphic Feather di cui è solo autore dei disegni (la storia è a cura di Toshiya Takeda) e ad oggi il suo lavoro più noto. Prova nuovamente la strada della sceneggiatura con il fantasy Lythtis senza troppa fortuna (il manga è sospeso dopo soli due volumi) e nel 2004 pubblica Heaven's Prison, continuando però a lavorare saltuariamente in alcune produzioni per adulti.

## Opere
- 1992 - Countdown: Sex Bombs
- 1993 - Yūwaku Erotic Eccentric (pubblicato come Temptation negli USA[3])
- 1994 - Seraphic Feather (su Afternoon)
- 1995 - Lythtis
- 2004 - Heaven's Prison (su Ultra Jump)